# Slicen
Slicen is het bruikbaar maken van een lay-out. 

## 'Knippen'
Het slicen gebeurt door middel van het verdelen van een lay-out in kleine plaatjes zodat deze gebruikt kunnen worden voor het maken van een webpagina. Dit gebeurt meestal met het programma Adobe Photoshop, maar dit is ook mogelijk met minder bekende programma's zoals Fireworks of zelfs met simpele tekenprogramma's zoals Paint en vele andere. 

## Plaats geven
Wanneer de plaatjes geslicet zijn, oftewel verdeeld in kleine plaatjes, kunnen deze gebruikt worden in een lay-out. De plaatjes worden vervolgens op de webpagina gepositioneerd met CSS en wordt daarna nog eens verwerkt in html. Door de lay-out van een webpagina op deze manier in een website te verwerken, wordt de website snel geladen.
Het gehele proces (plaatjes verdelen in kleine stukken en de plaatjes te positioneren) heet slicing.